# 보존 메타데이터
보존메타데이터 (preservation metadata)란 디지털 보존 작업 시 디지털 장서의 자원관리를 하기 위한 관리용 메타데이터 구성요소이다. 보존용 메타데이터는 자원형식, 파일포맷, 인코딩과 저장사이즈, 접근환경, 문서출처 등의 내용이 포함된다.

## 같이 보기
- 에뮬레이션
- 매체전환
- 기술이전
- 캡슐화
- 파일재생
- 디지털 아카이빙